# Thiago Marreta
Thiago de Lima Santos, mais conhecido como Thiago Marreta (Rio de Janeiro, 7 de janeiro de 1984) é um lutador profissional de artes marciais mistas que atualmente compete pelo UFC na categoria dos meio-pesados. Marreta treina na Tata Fight Team e é professor de Muay Thai. Ele também é Auxiliar de Precursor Paraquedista do Exército Brasileiro da reserva não-remunerada.

## Carreira profissional
Marreta garantiu o cartel de 8 vitórias e 2 derrotas, sendo assim 4 vitórias por nocaute, 1 por finalização e 3 por decisão e uma derrota por nocaute técnico, e uma por finalização antes de entrar no The Ultimate Fighter: Brasil 2.

### WOCS - Watch Out Combat Show
Marreta fez sua estreia no MMA no WOCS 10 contra lutador Guilherme Benedito Nunes e ganhou por decisão unânime.
WOCS 14 Marreta lutou contra Mauricio Chueke e ganhou também por decisão unânime.
WOCS 17 Thiago lutou contra o brasileiro Eneas Souza e ganhou por finalização aplicando um mata-leão.
WOCS 17 Marreta lutou contra o brasileiro Junior Vidal e ganhou por nocaute técnico.
WOCS 20 Thiago lutou contra Denis Figueira da Silva e ganhou por nocaute técnico após acertar um chute na cabeça e dar vários socos.

### The Ultimate Fighter Brasil 2
Thiago foi um dos participantes dos The Ultimate Fighter: Brasil 2, Marreta fez 3 lutas dentro da casa, a sua primeira luta foi contra William Patolino mas Marreta perdeu por decisão unânime.
Sua segunda luta foi na repescagem contra Pedro Iriê e Marreta ganhou decisão unânime.
Sua terceira luta foi nas quartas de final contra Leonardo Santos mas marreta perdeu também por decisão unânime.

### Ultimate Fighting Championship
Marreta substituiu o lesionado Clint Hester e lutou contra Cézar Ferreira no dia 3 de Agosto de 2013 no UFC 163 e perdeu por finalização no primeiro round com menos de um minuto de luta.
Marreta fez sua segunda luta no UFC em 23 de Março de 2014 no UFC Fight Night: Shogun vs. Henderson II, contra o também brasileiro Ronny Markes. Marreta venceu a luta por nocaute técnico no primeiro round, o que foi considerado uma grande zebra.
Marreta foi derrotado pelo membro do TUF Uriah Hall em 5 de Julho de 2014 no UFC 175 por decisão unânime.
Marreta enfrentou Andy Enz em 31 de Janeiro de 2015 no UFC 183. Ele venceu a luta por nocaute técnico ainda no primeiro round.
Marreta enfrentou o canadense Steve Bossé em 27 de Junho de 2015 no UFC Fight Night: Machida vs. Romero. Thiago venceu a luta por nocaute com um chute na cabeça espetacular no começo do primeiro round.
Marreta enfrentou o campeão do TUF Nations Elias Theodorou em 10 de Dezembro de 2015 no UFC Fight Night: Namajunas vs. VanZant. Ele venceu a luta por decisão unânime.
Marreta enfrentou o veterano Nate Marquardt em 14 de Maio de 2016 no UFC 198. Marreta venceu por nocaute no primeiro round.
Marreta foi escalado para o combate contra Gegard Mousasi substituindo o americano Derek Brunson em 09 de Julho de 2016 no UFC 200: Comier vs. Jones II
Marreta alcança a segunda vitória seguida no UFC, após dois reveses consecutivos também, e, ao mesmo tempo, interrompe a série de sete lutas invictas de Gerald Meerschaert em 8 de julho de 2017 no UFC 213.
Em seguida, Marreta enfrentou o norueguês Jack Hermansson no UFC Fight Night: Brunson vs. Machida, ocorrido na cidade de São Paulo. Marreta venceu o combate com um nocaute técnico no final do primeiro round.
No primeiro evento do UFC realizado na região norte do Brasil, o UFC Fight Night: Machida vs. Anders, ocorrido em Belém, Marreta derrotou Anthony Smith por nocaute técnico no segundo round. Foi sua quarta vitória seguida por nocaute no evento e interrompeu a sequência de três vitórias do adversário. Marreta ganhou o prêmio de Luta da Noite, arrecadando uma premiação extra de US$ 50 mil.

## Cartel no MMA
| Cartel no MMA   |             |             |
| 32 lutas        | 22 vitórias | 10 derrotas |
| Por nocaute     | 15          | 3           |
| Por finalização | 1           | 3           |
| Por decisão     | 6           | 4           |

| Res.    | Cartel | Oponente                 | Método                                          | Evento                                   | Data       | Round | Tempo | Local                     | Notas                                                           |
| ------- | ------ | ------------------------ | ----------------------------------------------- | ---------------------------------------- | ---------- | ----- | ----- | ------------------------- | --------------------------------------------------------------- |
| Derrota | 22-10  | Magomed Ankalaev         | Decisão (unânime)                               | UFC Fight Night: Santos vs. Ankalaev     | 12/03/2022 | 5     | 5:00  | Las Vegas, Nevada         |                                                                 |
| Vitória | 22-9   | Johnny Walker            | Decisão (unânime)                               | UFC Fight Night: Santos vs. Walker       | 01/10/2021 | 5     | 5:00  | Las Vegas, Nevada         |                                                                 |
| Derrota | 21-9   | Aleksandar Rakić         | Decisão (unânime)                               | UFC 259: Blachowicz vs. Adesanya         | 06/03/2021 | 3     | 5:00  | Las Vegas, Nevada         |                                                                 |
| Derrota | 21-8   | Glover Teixeira          | Finalização (mata leão)                         | UFC Fight Night: Santos vs. Teixeira     | 07/11/2020 | 3     | 1:49  | Las Vegas, Nevada         |                                                                 |
| Derrota | 21-7   | Jon Jones                | Decisão (dividida)                              | UFC 239: Jones vs. Santos                | 06/07/2019 | 5     | 5:00  | Las Vegas, Nevada         | Pelo Cinturão Meio Pesado do UFC.                               |
| Vitória | 21-6   | Jan Blachowicz           | Nocaute Técnico (socos)                         | UFC Fight Night: Blachowicz vs. Santos   | 23/02/2019 | 3     | 0:39  | Praga                     | Performance da Noite.                                           |
| Vitória | 20-6   | Jimi Manuwa              | Nocaute (soco)                                  | UFC 231: Holloway vs. Ortega             | 08/12/2018 | 2     | 0:41  | Toronto, Ontario          | Performance da Noite.                                           |
| Vitória | 19-6   | Eryk Anders              | Nocaute Técnico (interrupção do árbitro)        | UFC Fight Night: Santos vs. Anders       | 22/09/2018 | 3     | 5:00  | São Paulo                 | Estreia nos Meios Pesados; Luta da Noite.                       |
| Vitória | 18-6   | Kevin Holland            | Decisão (unânime)                               | UFC 227: Dillashaw vs. Garbrandt II      | 04/08/2018 | 3     | 5:00  | Los Angeles, Califórnia   |                                                                 |
| Derrota | 17-6   | David Branch             | Nocaute (socos)                                 | UFC Fight Night: Barboza vs. Lee         | 21/04/2018 | 1     | 2:30  | Atlantic City, New Jersey |                                                                 |
| Vitória | 17-5   | Anthony Smith            | Nocaute Técnico (chute no corpo e socos)        | UFC Fight Night: Machida vs. Anders      | 03/02/2018 | 2     | 1:03  | Belém                     | Luta da Noite; Igualou o recorde de nocautes no Peso Médio (8). |
| Vitória | 16-5   | Jack Hermansson          | Nocaute Técnico (chute voador no corpo e socos) | UFC Fight Night: Brunson vs. Machida     | 28/10/2017 | 1     | 4:59  | São Paulo                 |                                                                 |
| Vitória | 15-5   | Gerald Meerschaert       | Nocaute Técnico (socos)                         | UFC 213: Romero vs. Whittaker            | 08/07/2017 | 2     | 2:04  | Las Vegas, Nevada         |                                                                 |
| Vitória | 14-5   | Jack Marshman            | Nocaute Técnico (chute rodado e socos)          | UFC Fight Night: Lewis vs. Browne        | 19/02/2017 | 2     | 2:58  | Halifax, Nova Scotia      | Performance da Noite.                                           |
| Derrota | 13-5   | Eric Spicely             | Finalização (mata leão)                         | UFC Fight Night: Cyborg vs. Lansberg     | 24/09/2016 | 1     | 2:58  | Brasília                  |                                                                 |
| Derrota | 13-4   | Gegard Mousasi           | Nocaute (socos)                                 | UFC 200: Tate vs. Nunes                  | 09/07/2016 | 1     | 4:32  | Las Vegas, Nevada         |                                                                 |
| Vitória | 13-3   | Nate Marquardt           | Nocaute (soco)                                  | UFC 198: Werdum vs. Miocic               | 14/05/2016 | 1     | 3:39  | Curitiba                  |                                                                 |
| Vitória | 12-3   | Elias Theodorou          | Decisão (unânime)                               | UFC Fight Night: Namajunas vs. VanZant   | 10/12/2015 | 3     | 5:00  | Las Vegas, Nevada         |                                                                 |
| Vitória | 11-3   | Steve Bossé              | Nocaute (chute na cabeça)                       | UFC Fight Night: Machida vs. Romero      | 27/06/2015 | 1     | 0:29  | Hollywood, Flórida        | Performance da Noite.                                           |
| Vitória | 10-3   | Andy Enz                 | Nocaute Técnico (socos)                         | UFC 183: Silva vs. Diaz                  | 31/01/2015 | 1     | 1:56  | Las Vegas, Nevada         |                                                                 |
| Derrota | 9-3    | Uriah Hall               | Decisão (unânime)                               | UFC 175: Weidman vs. Machida             | 05/07/2014 | 3     | 5:00  | Las Vegas, Nevada         |                                                                 |
| Vitória | 9-2    | Ronny Markes             | Nocaute Técnico (chute no corpo e socos)        | UFC Fight Night: Shogun vs. Henderson II | 23/03/2014 | 1     | 0:53  | Natal                     |                                                                 |
| Derrota | 8-2    | Cezar Mutante            | Finalização (guilhotina)                        | UFC 163: Aldo vs. Korean Zombie          | 03/08/2013 | 1     | 0:47  | Rio de Janeiro            | Estreia no UFC.                                                 |
| Vitória | 8-1    | Denis Figueira da Silva  | Nocaute Técnico (chute na cabeça e socos)       | WOCS 20                                  | 27/07/2012 | 1     | 4:15  | Rio de Janeiro            |                                                                 |
| Derrota | 7-1    | Vicente Luque            | Nocaute Técnico (socos)                         | Spartan MMA 2012                         | 28/04/2012 | 1     | N/A   | São Luís                  |                                                                 |
| Vitória | 7-0    | Junior Vidal             | Nocaute Técnico (socos)                         | WOCS 18                                  | 03/03/2012 | 1     | 2:00  | Rio de Janeiro            |                                                                 |
| Vitória | 6-0    | Eneas Souza              | Finalização (mata leão)                         | WOCS 17                                  | 17/12/2011 | 3     | 2:50  | Rio de Janeiro            |                                                                 |
| Vitória | 5-0    | Marcos Viggiani          | Decisão (unânime)                               | Spartan MMA 2011                         | 26/11/2011 | 3     | 5:00  | São Luís                  |                                                                 |
| Vitória | 4-0    | Rafael Braga             | Nocaute Técnico (socos)                         | Explosion Fight                          | 13/08/2011 | 1     | N/A   | Rio de Janeiro            |                                                                 |
| Vitória | 3-0    | Mauricio Chueke          | Decisão (unânime)                               | WOCS 14                                  | 23/07/2011 | 3     | 5:00  | Rio de Janeiro            |                                                                 |
| Vitória | 2-0    | Gabriel Barreiro         | Nocaute Técnico (socos)                         | Senna Fight                              | 16/04/2011 | 2     | 1:53  | Rio de Janeiro            |                                                                 |
| Vitória | 1-0    | Guilherme Benedito Nunes | Decisão (unânime)                               | WOCS 10                                  | 10/12/2010 | 3     | 5:00  | Rio de Janeiro            | Estreia no MMA.                                                 |